# Падингбител
Падингбител (њем. Padingbüttel) општина је у њемачкој савезној држави Доња Саксонија. Једно је од 57 општинских средишта округа Куксхафен. Према процјени из 2010. у општини је живјело 476 становника. Посједује регионалну шифру (AGS) 3352047.

## Географски и демографски подаци
Падингбител се налази у савезној држави Доња Саксонија у округу Куксхафен. Општина се налази на надморској висини од 1 метара. Површина општине износи 9,4 km². У самом мјесту је, према процјени из 2010. године, живјело 476 становника. Просјечна густина становништва износи 51 становника/km².